# Saint-Maurice-lès-Châteauneuf
 Saint-Maurice-lès-Châteauneuf  es una población y comuna francesa, en la región de Borgoña, departamento de Saona y Loira, en el distrito de Charolles y cantón de Chauffailles.

## Demografía
| 534 | 503 | 530 | 571 | 527 | 573 |
| Para los censos de 1962 a 1999 la población legal corresponde a la población sin duplicidades (Fuente: INSEE [Consultar]) |     |     |     |     |     |